# Leucohya parva
Espèce
Leucohya parva est une espèce de pseudoscorpions de la famille des Bochicidae.

## Distribution
Cette espèce se rencontre au Venezuela au Bolívar et au Guyana.

## Description
Le mâle holotype mesure 1,29 mm.

## Publication originale
- Muchmore, 1998 : Review of the family Bochicidae, with new species and records (Arachnida: Pseudoscorpionida). Insecta Mundi, vol. 12, no 1/2, p. 117-132 (texte intégral).